# Aluenda
Aluenda es una localidad española del municipio de El Frasno, perteneciente a la provincia de Zaragoza, en la comunidad autónoma de Aragón. Está enclavada en la sierra de Vicor, en la comarca de la Comunidad de Calatayud. Su población en 2021 era de 6 habitantes.

## Toponimia
Entre 1713 y 1797 se escribía Albenda.

## Historia
Pertenece desde su fundación a la Sesma del río Miedes dentro de la comunidad de aldeas de Calatayud y en 1845 se unió a El Frasno.[cita requerida]
Hacia mediados del siglo XIX, el lugar tenía contabilizada una población de 94 habitantes. Aparece descrito en el segundo volumen del Diccionario geográfico-estadístico-histórico de España y sus posesiones de Ultramar de Pascual Madoz de la siguiente manera:

ALUENDA: l. con ayunt. de la prov., aud. terr. y c. g. de Zaragoza (13 leg.), part. jud, y adm. de rent. de Calatayud (2 1/2), dióc. de Tarazona (13 1/2): sit. al pie de la sierra llamada puerto del Frasno, que se corre por el lado del N. de O. á E.; goza de buena ventilacion y de clima bastante saludable. Tiene 22 casas de mala fáb., 2 posadas públicas bastante regulares junto á la carretera que conduce de Madrid á Zaragoza, y una igl. parr. bajo la advocacion de la Coronacion de Maria Santísima, servida por un cura, un beneficiado que se halla vacante, y un sacristan. El curato es de provision ordinaria; pero solo tienen opcion á él los hijos del pueblo en virtud del derecho de patronato que reside en el Arcedianato: el cementerio está á espaldas de la igl. Confina el térm. por el N. con el de Paracuellos de la Ribera, por el E. con los del Frasno é Inoges, por el S. con el de Sediles, y por el O. con el de Calatayud, estendiéndose á cada uno de los espresados puntos 1/2 leg., poco mas ó menos. Hay en él dos fuentes de aguas abundantes y de buena calidad, y 6 corrales para encerrar ganado. El terreno montuoso y quebrado en general y falto de agua, es sin embargo de buena calidad y muy productivo: las tierras que se riegan con las aguas de las dos fuentes que se recogen en una balsa, apenas llegan a 10 yugadas de las 100 que poco mas ó menos hay roturadas, en las que se crian algunos cerezos y nogales: el monte carrascal es tambien muy pequeño; tiene una deh. de pasto para el ganado de unas 20 yugadas: caminos: pasa junto al pueblo, como se ha dicho, el arrecife que conduce de Madrid á Zaragoza: prod.: trigo, cebada, centeno, garbanzos, judias, lentejas, zumaque, cerezas y nueces, todo en pequeña cantidad; cria ganado lanar y caza de perdices, conejos y liebres: pobl.: 20 vec.: 94 alm.: cap. prod.: 215,238 rs.: imp.: 11,600 rs.: contr.: 2,892 rs. 14 mrs. vn.
(Madoz, 1845, p. 214)